# Туре, Тиджани
Тиджани Шаброль Туре (фр. Tidjany Chabrol Touré; род. 15 июля 2002, Сарсель, Франция) — французский футболист, нападающий португальского клуба «Жил Висенте».

## Клубная карьера
Туре — воспитанник клуба «Пари Сен-Жермен». В ноябре 2018 года подписал с ПСЖ свой первый профессиональный контракт. В 2022 году Тиджани подписал контракт с нидерландским «Фейеноордом». В январе 2023 года игрок был отдан в аренду в «Дордрехт». 3 февраля в матче против «Эйндховена» он дебютировал в Эрстедивизи. В этом же поединке Тиджани сделал «дубль», забив свои первые голы за «Дордрехт». Летом того же года Туре был арендован португальским «Жил Висенте». 12 августа в матче против «Портимоненсе» он дебютировал в Сангриш лиге. В этом же поединке Тиджани забил свой первый гол за «Жил Висенте».